# Borve (Berneray)
Borve, schottisch-gälisch: Borgh, ist eine Streusiedlung auf der schottischen Hebrideninsel Berneray.

## Lage
Die Siedlung liegt im Südosten der dünnbesiedelten Insel. Nördlich davon erhebt sich der 85 m hohe Borve Hill, südlich ist die versandete Meeresbucht Loch Borve, eine Nebenbucht des Berneray-Sunds, gelegen. Borve ist über den Straßendamm Berneray Causeway, der etwa einen Kilometer südlich Berneray verlässt an die Nachbarinsel North Uist angeschlossen. Der Anleger, den die Fähre nach Leverburgh (Isle of Harris) anläuft, ist ebenfalls etwa einen Kilometer südlich gelegen. Wenige hundert Meter nordwestlich der Siedlung befinden sich mit den Loch Beag Bhuirgh und Loch Bhrusda die beiden größten Seen der Insel.

## Geschichte
Die Architektur einiger Gebäude in Borve eignet sich als Beispiel für eine alte Siedlung, die zu Beginn des 20. Jahrhunderts wieder besiedelt wurde. So sind in den Viehställen aus dieser Zeit auch Wohnräume eingerichtet, welche den Siedlern bis zur Fertigstellung der eigentlichen Wohnhäuser als Unterkunft dienten. Auf der ältesten Karte der Ordnance Survey aus dem Jahre 1880 sind 13 bedachte sowie 36 unbedachte Gebäude verzeichnet. 1971 wurden bereits 65 bedachte, 5 teilweise bedachte und 27 unbedachte Gebäude gezählt. Im Ortsteil Backhill wurde 1887 die heutige Berneray Parish Church eröffnet.